# 馬南扎里河
馬南扎里河（Mananjary）是馬達加斯加的河流，位於該國南部，發源自凡德里亞納東南的海拔高度1,500米處，最終注入東面的印度洋，河道全長212公里，流域面積6,780平方公里。